# Уједињена Македонија
Уједињена Македонија (мкд. Обединета Македонија) или Велика Македонија (Голема Македонија), је иредентистичка идеја која има за циљ уједињење географске области Македоније. Присталице ове идеје верују да је историјски регион Македоније неправедно подељен споразумом балканских савезника у Букурешту 1913. године.
Овај концепт је у свом изворном облику настао крајем 19. века, као платформа аутономне Македоније за коју се борила Унутрашња македонска револуционарна организација. Почетком 20. века се користи у контексту балканске социјалистичке федерације.
Под уједињеном Македоније се подразумева уједињење следећих области:
- Вардарска Македонија, односно Северна Македонија.
- Егејска Македонија у Грчкој.
- Пиринска Македонија у Бугарској.

Спомињу се такође и следеће мање области:
- Мала Преспа у југоисточној Албанији.
- Прохор Пчињски на југу Србије.
- Гора на југу Србије (Косово).

Концепт „Уједињене Македоније“ се може наћи у званичним изворима Северне Македоније, школским уџбеницима и другим владиним публикацијама.